# ویتو داماتو
ویتو داماتو (انگلیسی: Vito D'Amato؛ زادهٔ ۲۷ ژوئیهٔ ۱۹۴۴) بازیکن فوتبال اهل ایتالیا است.
از باشگاه‌هایی که در آن بازی کرده‌است می‌توان به باشگاه فوتبال هلاس ورونا، باشگاه فوتبال اینتر میلان، باشگاه ورزشی لاتزیو، باشگاه فوتبال فروزینونه، باشگاه فوتبال آ.اس. رم، باشگاه فوتبال کاتانیا، و باشگاه فوتبال چزنا اشاره کرد.